# Lin Fengmian
Lin Fengmian, pseudonimo di Ling Fengming (Meixian, 22 novembre 1900 – Hong Kong, 12 agosto 1991), è stato un pittore cinese.
Nel 1925 divenne rettore dell'Accademia cinese di belle arti, compito che abbandonò nel 1945. Fu autore di innumerevoli acquarelli di piante ed animali; influenzò tra gli altri il suo allievo Li Keran.